# Mausoleo di Lucilio Peto
Il mausoleo di Lucilio Peto, noto anche come sepolcro dei Lucilii, è un monumento di Roma, risalente probabilmente alla fine del I secolo.
Della Gens Lucilia, Lucilio Peto fu tribuno militare e prefetto dei fabbri e della cavalleria. Il mausoleo venne fatto costruire dallo stesso Lucilio Peto quando era ancora in vita, destinata ad ospitare lui e sua sorella Lucilia Polla.
Si trova al confine del quartiere Pinciano, ma l'ingresso è su via Salaria, benché il pavimento si trovi a circa sei metri sotto il livello stradale. 
Nel mese di agosto 2010 il mausoleo è stato riaperto al pubblico dopo una lunga campagna di restauri.

## Storia
La sua scoperta risale al 1887, in occasione della costruzione di un muro di cinta nella vigna soprastante, proprietà del cavaliere Cesare Bertone. L'area archeologica, antistante l'arco orientale del sepolcro nasconde un filare di blocchi in tufo, che corre quindici metri ad est del monumento, raggiungibile mediante due rampe di scale costruite nel 1925.
Il filare, orientato nord-sud e parallelo alla strada attuale (oggi ricoperto per motivi di conservazione) è quanto rimane del muro di recinzione originario dell'area sepolcrale, sul quale sono deposti alcuni frammenti di iscrizioni appartenenti ad altre tombe.

## Descrizione
Il sepolcro si presenta come un cilindro piatto, simile ad altri tumuli. Il tamburo (diametro 34 metri circa) consta di una cortina in opus quadratum e di un anello interno in opus caementicium; le due parti sono ammorsate attraverso una sequenza regolare di diatoni. Il rivestimento, in travertino, si articola in un basamento (a sua volta composto da due filari lisci e uno modanato), da un bugnato liscio (quattro filari, con giunti falsi interni), e da una cornice a dentelli di coronamento. Nell'arco orientale del monumento svetta un'epigrafe in marmo di Luni, di cui rimangono cinque filari, incorniciato con un elegante kyma lesbio.
Nel registro superiore della superficie si estende, in tre righe, l'epigrafe sepolcrale (CIL VI, 32932), dedicata a M. Lucilius Paetus, che ricoprì, nella milizia equestre, le cariche di tribunus militum, praefectus fabrum e praefectus equitum, vivo al momento della costruzione. Ad opera di Lucilia Polla, sua sorella.
Nell'estremità occidentale del monumento si apre l'ingresso, spogliato del rivestimento lapideo originario. L'interno del tumulo presenta strutture murarie in opus caementicium dealbato, privo di decorazioni pittoriche. Un dromos con volta a botte conduce ad una camera sepolcrale, a croce greca, coperta da una volta a botte lunettata. La nicchia settentrionale ospita una delle tre klinai originarie, anch'essa in cementizio dealbato.

## Datazione
Le strutture descritte documentano la fase originaria del sepolcro, che si inserisce tra la media e la tarda età augustea, come provano i reperti ceramici estratti dal riempimento del tumulo e la connotazione stilistica del kyma lesbio dell'epigrafe.
Una corona di cinque piccoli sepolcri ipogei, addossati esternamente al tamburo, lungo l'arco orientale, costituiva la seconda fase edilizia del tumulo. La loro presenza diede modo a Rodolfo Lanciani, che seguì gli scavi di fine Ottocento, di basare su una prova concreta l'ipotesi di interro del sepolcreto Salario, avvenuto a suo avviso in età traianea. Nella necropoli, secondo la sua ipotesi, sarebbero state scaricate le terre provenienti dallo sbancamento della sella che congiungeva Campidoglio e Quirinale; operazione funzionale alla realizzazione del Foro progettato da Apollodoro di Damasco.
La terza fase edilizia del tumulo consiste nel riutilizzo dei suoi ambienti interni, con loculi e formae,  cui seguì lo scavo di un ambulacro. L'esiguo numero delle sepolture, circa ottanta, la totale assenza di segni iconografici e il riutilizzo di manufatti provenienti dal sepolcreto, lasciano pensare che l'ipogeo sia stato utilizzato da una ristretta comunità, appartenuta ad uno dei più umili strati sociali. Mancano elementi certi per stabilirne il culto. L'esame dei manufatti segnalati, soprattutto dei bolli doliari, suggerisce uno sfruttamento degli ambienti nell'arco del IV secolo.
La quarta fase edilizia del sepolcro dei Lucilii corrisponde, poi, alla spoliazione del paramento lapideo, avvenuta presumibilmente nel corso del XVI secolo, cui seguì la violazione delle sepolture nell'ipogeo. Un cunicolo, che si sviluppa oltre la nicchia sud della camera sepolcrale, posteriore al 1940, testimonia infine l'occupazione degli ambienti interni del tumulo nel corso della seconda guerra mondiale.